# Centaurium tenuiflorum
Centaurium tenuiflorum är en gentianaväxtart. Centaurium tenuiflorum ingår i släktet aruner, och familjen gentianaväxter.

## Underarter
Arten delas in i följande underarter:
- C. t. acutiflorum
- C. t. tenuiflorum
- C. t. viridense